# Fairmount (Dakota del Nord)
Fairmount è un centro abitato (city) degli Stati Uniti d'America, situato nella Contea di Richland, nello Stato del Dakota del Nord. Nel censimento del 2000 la popolazione era di 406 abitanti. La città è stata fondata nel 1884. Appartiene all'area micropolitana di Wahpeton.

## Geografia fisica
Secondo i rilevamenti dell'United States Census Bureau, la località di Fairmount si estende su una superficie di 0,90 km², tutti occupati da terre.

## Popolazione
Secondo il censimento del 2000, a Fairmount vivevano 406 persone, ed erano presenti 104 gruppi familiari. La densità di popolazione era di 476 ab./km². Nel territorio comunale si trovavano 202 unità edificate. Per quanto riguarda la composizione etnica degli abitanti, il 95,07% era bianco, il 2,46% era nativo, lo 0,49% apparteneva ad altre razze e l'1,97% apparteneva a due o più. La popolazione di ogni razza ispanica corrispondeva al 2,46% degli abitanti.
Per quanto riguarda la suddivisione della popolazione in fasce d'età, il 27,8% era al di sotto dei 18, il 6,4% fra i 18 e i 24, il 28,3% fra i 25 e i 44, il 22,7% fra i 45 e i 64, mentre infine il 14,8% era al di sopra dei 65 anni di età. L'età media della popolazione era di 39 anni. Per ogni 100 donne residenti vivevano 96,1 maschi.